# Společnost přátel žehu
Společnost přátel žehu je české občanské sdružení, které zajišťuje svým členům zpopelnění bez obřadu či s obřadem, případně i uložení na vybraném hřbitově.

## Historie
V českých zemích existovali dva předchůdci Společnosti přátel žehu – Společnost pro spalování mrtvol, založená roku 1899 a spolek Krematorium, který vznikl v roce 1909. Do roku 1922 existovaly oba spolky současně, pak Společnost pro spalování mrtvol ukončila činnost a předala finanční zůstatek a své písemnosti Krematoriu. Prvním předsedou spolku Krematorium se stal dramatik Jaroslav Kvapil (1868–1950). V roce 1955 změnilo hnutí Krematorium jméno na Spolek přátel žehu a v roce 1966 na dnešní Společnost přátel žehu

## Činnost spolku
Společnost a její předchůdci se zasadili o uzákonění žehu v Československu a vznik prvních třinácti krematorií na jeho území.
Členský příspěvek je jednorázový. Z něj se například hradí vlastní pohřeb žehem, pietní akt (hudební vložka, duchovní nebo řečník), převoz rakve do nejbližšího krematoria.